# Leszek Błażyński
Leszek Błażyński (Ełk, 5 marzo 1949 – Katowice, 7 agosto 1992) è stato un pugile polacco.

## Palmarès

### Olimpiadi
- 2 medaglie:
  - 2 bronzi (Monaco di Baviera 1972 nei pesi mosca; Montréal 1976 nei pesi mosca)

### Europei dilettanti
- 1 medaglia:
  - 1 oro (Halle 1977 nei pesi mosca)